# Diogo Moniz
Diogo Pereira Moniz (sinh ngày 24 tháng 1 năm 1993) là một cầu thủ bóng đá người Bồ Đào Nha thi đấu cho Praiense.

## Sự nghiệp câu lạc bộ
Anh ra mắt chuyên nghiệp tại Giải bóng đá hạng nhất quốc gia Bồ Đào Nha cho Santa Clara vào ngày 3 tháng 3 năm 2013 trong trận đấu trước Vitória Guimarães B.